# Ligne 214 (Infrabel)
La ligne 214 est une ligne ferroviaire industrielle belge qui va de Jupille jusqu'au site de l'aciérie d'ArcelorMittal.
Elle a une longueur de 7,2 km et relie Jupille à Chertal.

## Historique
Cette ligne, alors longue de 4,1 km est construite pour desservir l'aciérie de la Société anonyme Métallurgique d’Espérance-Longdoz, construite en 1961-1963 sur l'île Monsin. Elle sera utilisée pour les transports de matière première, notamment la fonte en fusion issue des hauts-fourneaux situés à Seraing, laquelle était acheminée dans des wagons torpille. Ce trafic de fonte liquide prendra fin en 2011 à l'arrêt des hauts-fourneaux.  
En 2015 la ligne est prolongée vers Hermalle-sous-Argenteau et dessert le Trilogiport de Liège.

## Route

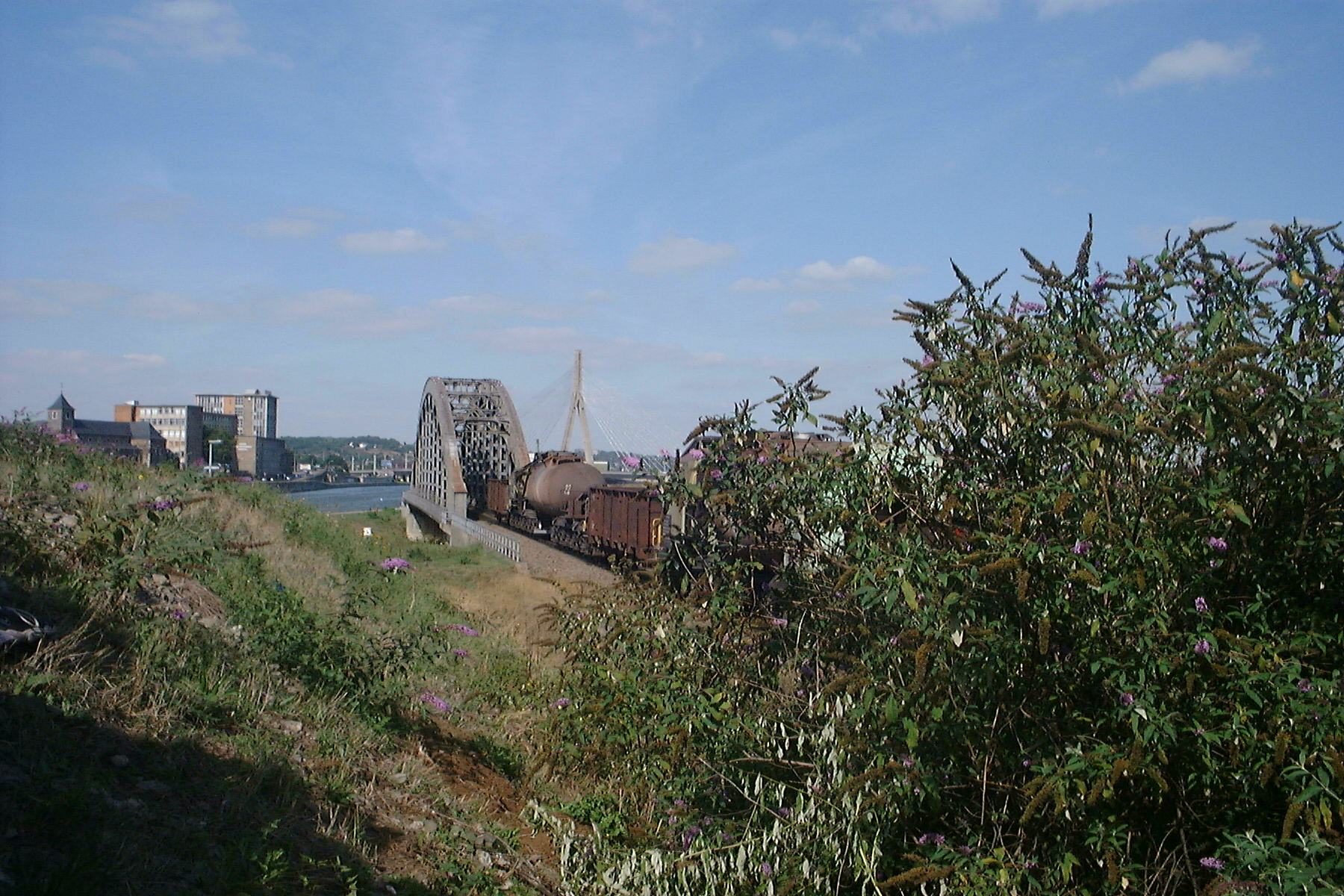
Train traversant le canal de Monsin

La ligne 214 est connectée à la ligne 40 à l'est de la gare de Bressoux. Elle tourne vers le nord, passe sous l'autoroute A25, et traverse la Meuse, l'île Monsin et le canal de Monsin avant de servir la zone industrielle de Chertal et le trilogieport de Liège.